# Samuel Howard Ford
Samuel Howard Ford (* 19. Februar 1819 in London, Großbritannien; † 5. Juli 1905 in St. Louis, Missouri) war ein US-amerikanischer Reverend und Politiker.

## Werdegang
Samuel Howard Ford wurde im letzten Regierungsjahr vom Georg III. (1738–1820), König des Vereinigten Königreichs Großbritannien und Irland, in London geboren. Die Familie wanderte in die Vereinigten Staaten aus, lebte zuerst in Illinois und zuletzt in Missouri. Ford graduierte 1843 an der Missouri State University und ordinierte im selben Jahr zu einem Baptisten-Pastor. Seine Studienzeit war von der Wirtschaftskrise von 1837 überschattet und die Folgejahre vom Mexikanisch-Amerikanischen Krieg. Zusammen mit Dr. John Waller saß er in der Redaktion von Western Recorder and Christian Repository. Ford war 1844 Pastor in Jefferson City (Cole County), 1846 in St. Louis und von 1846 bis 1847 in Cape Girardeau (Cape Girardeau County). Er zog nach Kentucky. Zwischen 1853 und 1860 war er dort Geistlicher (Minister) in der East Baptist Church in Louisville (Jefferson County). Ford gab 1860 den Missouri Baptist heraus und verfasste Origin of Baptists. Nach der Sezession von Kentucky wurde er 1861 als Delegierter in den Provisorischen Konföderiertenkongress gewählt. Während seiner Kongresszeit saß er im Committee on Inauguration. Ford hielt 1861 eine Pfarrei in Memphis und von 1863 bis 1865 eine in Mobile. Er war loyal zu den Konföderierten Staaten und bewegte seine Gemeinden dazu ihren Beitrag zu den Kriegsanstrengungen zu leisten. Nach dem Ende des Bürgerkrieges hielt er von 1865 bis 1871 wieder eine Pfarrei in Memphis. Ford zog nach St. Louis, wo er Bücher zu Kirchengeschichte verfasste. Er verstarb dort 1905 und wurde dann auf dem Bellefontaine Cemetery beigesetzt.